# 大普拉河
大普拉河是俄羅斯的河流，屬於蘇拉河的支流，由阿爾漢格爾斯克州的涅涅茨自治區負責管轄，河道全長172公里，流域面積約1,560平方公里，發源自季曼嶺北部，河水主要來自雨水和融雪。